# Frühling (Traunreut)
Frühling ist ein Ortsteil der Stadt Traunreut im oberbayerischen Landkreis Traunstein. Das Dorf mit Kapelle liegt auf einer Erhebung, dem Frühlinger Berg inmitten eines ausgedehnten Waldgebietes und hat 67 Einwohner.

## Geschichte
Der Ort wird 1208 als Froulingen erwähnt und war zur Zeit des Herzogtums Bayern Teil der Hauptmannschaft Pierling. Im Zuge der Gemeindebildung in Bayern kam es mit dem Gemeindeedikt von 1818 zur Landgemeinde Pierling. Diese Gemeinde wurde am 1. Januar 1978 im Zuge der Gemeindegebietsreform in die Stadt Traunreut eingegliedert.

## Baudenkmäler
Eine Privatkapelle und ein ehemaliges Kleinbauernhaus stehen unter Denkmalschutz (Akten-Nummern D-1-89-154-7 und -8). Die Beschreibung des Bayerischen Landesamts für Denkmalpflege lautet:

„Privatkapelle, Nischenkapelle, am Gitter bezeichnet 1815; mit Ausstattung; bei Haus Nummer 7.
Blockbau-Obergeschoss eines ehemaligen Kleinbauernhauses, bezeichnet 1709; 1994 auf neu gemauertes Erdgeschoss transferiert.“

## Trivia
Aufgrund des Ortsnamens ist das Dorf öfter der Gegenstand überörtlicher Presseberichterstattung.